# Michel Dätwyler
Michel Dätwyler (28 febbraio 1947) è un ex sciatore alpino svizzero.

## Biografia
Michel Dätwyler, originario di Villars-sur-Ollon, è fratello di Jean-Daniel e zio di Céline, a loro volta sciatori alpini. Specialista della discesa libera, debuttò in campo internazionale in occasione del Critérium de la première neige 1965, il 19 dicembre a Val-d'Isère (8º); in Coppa del Mondo esordì il 14 gennaio 1967 a Wengen (26º) e ottenne il primo piazzamento di rilievo il 24 febbraio 1968 a Chamonix (10º). Nel 1969 vinse la discesa libera della 3-Tre di Madonna di Campiglio; in Coppa del Mondo conquistò due podi, il 31 gennaio 1971 a Megève (3º dietro a Bernhard Russi e a Franz Vogler) e il 12 dicembre 1971 a Val-d'Isère (3º dietro a Karl Schranz e a Heini Messner), ottenne l'ultimo piazzamento a punti il 15 marzo 1972 in Val Gardena (9º), l'ultimo piazzamento il 3 febbraio 1973 a Sankt Anton am Arlberg (13º) e prese per l'ultima volta il via l'11 febbraio seguente a Sankt Moritz, senza completare la gara. Non prese parte a rassegne olimpiche o iridate.

## Palmarès

### Coppa del Mondo
- Miglior piazzamento in classifica generale: 20º nel 1972
- 2 podi:
  - 2 terzi posti